# Eduardo Decena
Pour les articles homonymes, voir Decena.
Eduardo « Eddy » Decena, né le 14 janvier 1926 à Manille, aux Philippines, où il est décédé le 1er novembre 2002, est un ancien joueur philippin de basket-ball.